# Khalifah Al-Dawsari
Khalifah Adel Al-Dawsari (arabiska: خليفة عَدل الدوْسري; född 2 januari 1999) är en saudiarabisk professionell fotbollsspelare som spelar som mittback för Saudi Pro League-klubben Al-Hilal och Saudiarabiens landslag.

## Klubb
Al-Dawsari började sin karriär i Al-Qadsiahs ungdomslag. Han hade sin första medverkan i A-laget den 12 april 2018 under matchen mot Al-Nassr där han var avbytare, dock utan att aktivt delta i matchen. Den 28 maj 2018 skrev han på sitt första proffskontrakt med klubben. Den 29 augusti 2019 förnyade Al-Dawsari sitt kontrakt med Al-Qadsiah till 2024.
Den 7 augusti 2021 gick Al-Dawsari över till laget Al-Hilal med ett femårskontrakt. Den 30 januari 2022 lånades han ut till Al-Fateh.

## Meriter

### Al-Hilal
- Saudi Professional League: 2023–24
- King Cup: 2022–23, 2023–24
- Saudi Super Cup: 2021, 2023, 2024[7]
- AFC Champions League: 2021

### SaudiarabienU20
- AFC U-19 Championship: 2018

### SaudiarabienU23
- AFC U-23 Asian Cup: 2022